# Coniceromyia vespertilio
Coniceromyia vespertilio är en tvåvingeart som beskrevs av Schmitz 1927. Coniceromyia vespertilio ingår i släktet Coniceromyia och familjen puckelflugor. Inga underarter finns listade i Catalogue of Life.